# James Bevan
James Alfred Bevan, nacido 15 de abril de 1858 en Caulfield, Vic (Australia), fue un jugador de rugby galés.
James Bevan jugó un partido con la selección nacional de rugby de Gales. Fue el primer capitán del primer equipo de rugby de ese país. El partido se disputó el 19 de febrero de 1881 frente a Inglaterra.
En 2007 Australia y Gales crearon un trofeo que tiene su nombre al cumpleirse 100 años del primer partido entre estas naciones.

## Palmarés
- 1 partido con la selección nacional de rugby de Gales en 1881